# Mulota Kabangu
Mulota Kabangu (sinh ngày 31 tháng 12 năm 1985) là một tiền vệ bóng đá người CHDC Congo gần đây nhất thi đấu cho TP Mazembe tại Linafoot  và Đội tuyển bóng đá quốc gia Cộng hòa Dân chủ Congo.

## Sự nghiệp
Kabangu sinh ra ở Mbuji-Mayi và ra mắt cho câu lạc bộ bóng đá địa phương SM Sanga Balende. Năm 2007 tiền vệ chạy cánh chuyển đến câu lạc bộ Congo TP Mazembe. Đội bóng vô địch giải Congo năm 2009. Năm 2010 TP Mazembe giành chiến thắng trong trận chung kết của CAF Champions League, và lọt vào Giải bóng đá Cúp câu lạc bộ thế giới. Ngày 14 tháng 12 năm 2010 anh ghi bàn thắng đầu tiên trong trận bán kết của Giải bóng đá Cúp câu lạc bộ thế giới 2010, nơi câu lạc bộ TP Mazembe đánh bại đội bóng Brasil Sport Club Internacional 2-0. TP Mazembe là đội bóng đầu tiên không phải từ châu Âu hay Nam Mỹ có mặt trong trận chung kết Giải bóng đá Cúp câu lạc bộ thế giới.
Vào tháng 1 năm 2012 anh ký hợp đồng với đội bóng Bỉ Anderlecht, nhưng mặc dù ra nhiều lần ở vị trí dự bị và ghi một bàn thắng, anh bị giải phóng sau mùa giải 2011–12.
Ngày 30 tháng 6 năm 2013, Kabangu gia nhập đội bóng Qatar Stars League Al Ahli với bản hợp đồng 3 năm.

### Bàn thắng quốc tế
Tỉ số và kết quả liệt kê bàn thắng của CHDC Congo trước.
| Bàn thắng | Ngày               | Địa điểm                                         | Đối thủ   | Tỉ số | Kết quả | Giải đấu                            | Nguồn |
| --------- | ------------------ | ------------------------------------------------ | --------- | ----- | ------- | ----------------------------------- | ----- |
| 1.        | 5 tháng 9 năm 2010 | Sân vận động Frederic Kibassa Maliba, Lubumbashi | Sénégal   | 1–3   | 2–4     | Vòng loại Cúp bóng đá châu Phi 2012 |       |
| 2.        | 5 tháng 9 năm 2010 | Sân vận động Frederic Kibassa Maliba, Lubumbashi | Sénégal   | 2–4   | 2–4     | Vòng loại Cúp bóng đá châu Phi 2012 |       |
| 3.        | 5 tháng 6 năm 2011 | Sân vận động Anjalay, Belle Vue                  | Mauritius | 2–1   | 2–1     | Vòng loại Cúp bóng đá châu Phi 2012 |       |

## Danh hiệu
TP Mazembe
- Linafoot: 2007, 2009
- CAF Champions League: 2009, 2010
- Siêu cúp CAF: 2010, 2011